# Artificial Intelligence (revue scientifique)
Artificial Intelligence est une revue scientifique sur la recherche en intelligence artificielle. Elle a été créée en 1970 et est publié par Elsevier. La revue est résumée et indexée dans le Scopus and Science Citation Index[réf. nécessaire]. Le facteur d'impact 2019 pour ce journal est de 6,628 et le facteur d'impact sur 5 ans est de 5,944.